# Willi Koslowski
Willi Koslowski (ur. 17 lutego 1937 w Gelsenkirchen, zm. 11 lipca 2024) – niemiecki piłkarz występujący na pozycji napastnika.

## Kariera klubowa
Koslowski zawodową karierę rozpoczynał w 1954 roku w klubie FC Schalke 04. W 1955 dotarł z klubem do finału Pucharu RFN, jednak Schalke przegrało tam 2:3 z Karlsruher SC. W 1958 roku zdobył z klubem mistrzostwo RFN. Od sezonu 1963/1964 startował z zespołem w rozgrywkach Bundesligi. Koslowski zadebiutował w niej 24 sierpnia 1963 w wygranym 2:0 meczu z VfB Stuttgart, w którym strzelił także bramkę.
W 1965 roku odszedł do Rot-Weiss Essen, grającego w Regionallidze. W 1966 roku awansował z nim do Bundesligi. W 1967 roku spadł z zespołem do Regionalligi. Wówczas został graczem Eintrachtu Gelsenkirchen. W 1971 roku został graczem Eintrachtu Duisburg. Jego ostatnim klubem była Concordia Bochum, gdzie w 1974 roku Koslowski zakończył karierę.

## Kariera reprezentacyjna
W reprezentacji RFN Koslowski zadebiutował 11 kwietnia 1962 w wygranym 3:0 towarzyskim meczu z Urugwajem, w którym zdobył także bramkę. W tym samym roku został powołany do kadry na mistrzostwa świata. Zagrał na nich w wygranym 2:1 meczu ze Szwajcarią. Na tamtym turnieju Niemcy dotarli do ćwierćfinału. Po raz ostatni w kadrze Koslowski zagrał 30 września 1962 w wygranym 3:2 towarzyskim spotkaniu z Jugosławią. W drużynie narodowej rozegrał w sumie 3 spotkania i strzelił jednego gola.